# Erra (альбом)
Erra (стилизовано прописными буквами) — пятый студийный альбом американской металкор-группы Erra. Он был выпущен 19 марта 2021 года на независимом лейбле UNFD.
Продюсерами альбома выступили Карсон Словак и Грант Макфарланд. Это первый студийный релиз группы на этом лейбле и последний альбом с участием гитариста Шона Прайса до его ухода из группы в марте 2022 года.

## История
27 августа 2020 года группа объявила о расставании с Sumerian Records и подписании контракта с лейблом UNFD, а также выпустила новый сингл «Snowblood» и соответствующее музыкальное видео. 19 ноября группа выпустила ещё один сингл «House of Glass».
13 января 2021 года группа выпустила третий сингл «Divisionary» вместе с сопроводительным клипом. В это же время группа официально анонсировала сам альбом, его обложку, трек-лист и дату выхода. 3 февраля, за полтора месяца до выхода альбома, группа представила четвёртый сингл, «Scorpion Hymn». 11 марта группа выпустила пятый сингл, «Shadow Autonomous». 10 сентября, спустя чуть менее шести месяцев после выхода альбома, группа выпустила инструментальную версию альбома.
7 октября группа представила новую версию песни «Vanish Canvas» с участием Кортни Лаплант из Spiritbox и клип на неё. 21 января 2022 года группа выпустила седьмой сингл «Nigh to Silence», а также анонсировала делюкс-издание альбома, выход которого намечен на 18 марта. В то же время группа официально представила обложку альбома и трек-лист. 23 февраля, за месяц до релиза, группа выпустила свою кавер-версию песни Muse «Stockholm Syndrome» на стриминговых музыкальных сервисах.

## Отзывы
| Оценки критиков | Оценки критиков |
| Источник        | Оценка          |
| --------------- | --------------- |
| Distorted Sound | 8/10            |
| Metal Injection | 8.5/10          |
| New Noise       | [ 24 ]          |
| Rock 'n' Load   | 10/10           |
| Wall of Sound   | 9/10            |

Альбом получил положительные отзывы от музыкальных критиков. Distorted Sound оценил альбом в 8 баллов из 10 и сказал: «Бесспорно, это самый переломный момент в их металкор-периоде — ERRA сделали то, что нужно, когда это имело наибольшее значение. Лазерно сфокусированный на подчёркивании своих достоинств, этот самоназванный альбом заставляет невероятную продюсерскую работу приносить дивиденды. Это современный металкор, каким вы его знаете, но только сделанный очень, очень хорошо». Metal Injection оценил альбом в 8,5 баллов из 10 и заявил: «Определённый полированными экспериментами и захватывающим балансом между мелодией и тяжестью, мы видим, как Erra тянутся к величию и наконец полностью его постигают на этом самоназвании». New Noise поставил альбому 4 балла из 5 и заявил: «ERRA — это завораживающая дистилляция тринадцатилетней карьеры ERRA, которая смело преломляет и уточняет звучание группы для грядущего неопределённого будущего».
Rock 'N' Load высоко оценил альбом, сказав: «ERRA — это, в общем, феноменально. Каждый инструмент работает в идеальном унисоне, создавая массивные звуковые ландшафты, которые легко вписываются в сокрушительные стены агрессивного звучания, в создании которого Erra преуспели. С первых нот и до последних секунд я был полностью поглощён развитым звучанием, которое создали Erra, и могу без раздумий рекомендовать этот релиз поклонникам металла». Wall of Sound поставил альбому почти идеальную оценку 9/10 и сказал: «Честно говоря, этот альбом — огромное развитие по сравнению с их предыдущим. Он непредсказуемый, запоминающийся и точно выполненный во всех аспектах. Я думаю, что с этим альбомом к ним вернутся многие их старые поклонники и появится огромное количество новых». Сильные, драйвовые, техничные металкор-риффы и мелодичные нотки — это хлеб и масло ERRA, но этот альбом действительно поднимает все это на новый уровень".
Альбом был выбран журналом Loudwire как 14-й лучший рок/метал-альбом 2021 года.

## Список композиций
| №                   | Название            | Длительность |
| ------------------- | ------------------- | ------------ |
| 1.                  | «Snowblood»         | 4:13         |
| 2.                  | «Gungrave»          | 4:00         |
| 3.                  | «Divisionary»       | 3:41         |
| 4.                  | «House of Glass»    | 4:20         |
| 5.                  | «Shadow Autonomous» | 5:17         |
| 6.                  | «Electric Twilight» | 4:25         |
| 7.                  | «Scorpion Hymn»     | 3:50         |
| 8.                  | «Lunar Halo»        | 5:51         |
| 9.                  | «Vanish Canvas»     | 4:46         |
| 10.                 | «Eidolon»           | 4:37         |
| 11.                 | «Remnant»           | 4:20         |
| 12.                 | «Memory Fiction»    | 4:07         |
| Общая длительность: | Общая длительность: | 53:27        |

## Участники записи
По данным Discogs.
Erra
- Джей Ти Кейви — ведущий вокал
- Джесси Кэш — гитара, вокал
- Шон Прайс — гитара, бэк-вокал
- Конор Хессе — бас, бэк-вокал
- Алекс Баллью — барабаны, бэк-вокал

## Чарты
| Чарт (2021)                        | Высшая позиция |
| ---------------------------------- | -------------- |
| Австралия (ARIA)                   | 52             |
| США Hard Rock Albums (Billboard)   | 20             |
| США Heatseekers Albums (Billboard) | 4              |